# Moschea al-Zaytuna
La moschea al-Zaytūna (in arabo جامع الزيتونة‎?, Jāmiʿat al-zaytūna), o moschea dell'Olivo o di Oliva, è la principale moschea della medina di Tunisi.
Legata al malikismo, essa è il santuario più antico e più vasto di Tunisi. Eretta su una superficie di circa 5000m², la moschea è dotata di nove entrate e possiede 184 colonne antiche, provenienti essenzialmente dal sito archeologico di Cartagine.
La moschea ha per lungo tempo costituito una postazione difensiva rivolta verso il mare, dotata com'era di due torri di controllo nell'angolo NE e SE dell'edificio.

## Etimologia
Una leggenda narra che nel posto dove sorge oggi la moschea, si trovava un luogo antico di preghiera e un ulivo (in arabo tunisino zitūn). Ma la “Moschea dell'oliva” è dedicata alla Santa Oliva di Palermo: questo perché in quel luogo era stata eretta una chiesa, che poi converte in moschea, lasciandone però il nome, tradotto in arabo tunisino. La santa è particolarmente venerata (superstiziosamente) a Tunisi perché si ritiene che bestemmiandola si incorra in gravi sventure; e inoltre si crede che quando verrà rinvenuto il suo corpo l'Islam avrà fine. Questa leggenda “accessoria” su sant'Oliva, relativa al rinvenimento del suo corpo, è molto diffusa in Sicilia ed è comunque propria anche di altri santi.

## Storia

### Fondazione
Certe fonti attribuiscono la fondazione dell'edificio all'anno 732 e alla volontà del Governatore omayyade di Tunisi, ʿUbayd Allāh ibn al-Ḥabḥāb ma i fatti narrati indicano che fu piuttosto il generale ghassanide Ḥassān b. al-Nuʿmān, arrivato coi suoi uomini sul posto a seguito delle operazioni di conquista islamica del Maghreb, che restaurò l'antico oratorio nel 698 prima di dar corso alla costruzione del complesso religioso islamico a partire dal 704. Alcune ricerche hanno d'altra parte confermato che la moschea è stata costruita sulle vestigia di una basilica cristiana, fatto confortato dal racconto di Ibn Abī Dīnār sulla presenza della tomba di Sant'Oliva (martirizzata nel 463) sul luogo della futura moschea.

Pianta della moschea con i suoi cambiamenti storici

Della moschea edificata sotto il regno degli Omayyadi non resta quasi nulla, dal momento che l'edificio è stato totalmente ricostruito nell'864, sotto il governo dell'Emiro aghlabide Abū Ibrāhīm Ahmad (856-863) e su ordine del califfo abbaside di Baghdad al-Mustaʿīn. Un'iscrizione sul basamento della cupola del miḥrāb indica che i lavori sono stati portati a compimento dall'architetto Fatḥ Allāh. Si tratta comunque della seconda moschea costruita in Ifriqiya e la seconda moschea per ampiezza dell'intera Tunisia, dopo la Grande moschea di Qayrawan.

### Rimaneggiamenti

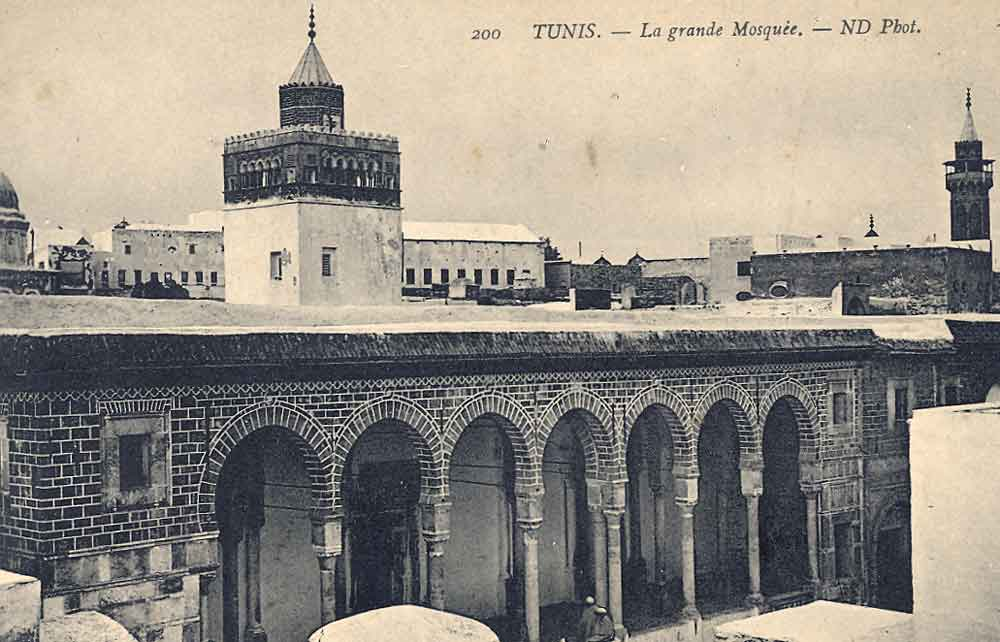
Vista della moschea nel 1880

A partire dalla sua edificazione, la moschea ha subito rimaneggiamenti apportati dalle diverse dinastie che si sono succedute nel governo della Tunisia.
Nel 990, il sovrano ziride Manṣūr ibn Buluggīn fece costruire una cupola bicroma al di sopra dell'ingresso della sala di preghiera (muṣalla) che dava sulla corte.. Il sultano hafside Abū ʿAbd Allāh Muḥammad al-Mustanṣir dotò la moschea di imponenti cisterne nel 1250. Nel 1316 la moschea fu oggetto di importanti restauri: Abu Yahya Abu Bakr al-Mutawakkil fece collocare travi a vista e fece lavorare le porte che fanno accedere alla sala di preghiera e alle sue dipendenze.. Una biblioteca in stile turco fu finanziata dal sultano ottomano Murad II nel 1450. Dopo l'occupazione spagnola, l'imam d'una moschea vicina restaurò il monumento, abbellì la zona del miḥrāb e costruì la galleria orientale nel 1637.
Infine, un minareto di stile almohade, opera di Tahar Ben Saber e Sliman Ennigrou, fu aggiunto alla moschea nel 1894 al posto del minareto costruito sotto Ḥammūda Pascià nel 1652.. Esso fu finanziato dall'amministrazione degli ḥubūs (fondazioni pie, beni di manomorta). Il richiamo della preghiera (adhān ) fu lanciato per la prima volta dall'alto del minareto il 26 ramadan 1312 (24 marzo 1895), alla presenza di ʿAlī III Bey. Dopo l'indipendenza nel 1956, i presidenti Habib Bourguiba e Zine El-Abidine Ben Ali hanno fatto eseguire grandi lavori di restauro e di sistemazione del manufatto, specie durante gli anni 1960 e 1990.

## Architettura e decoro

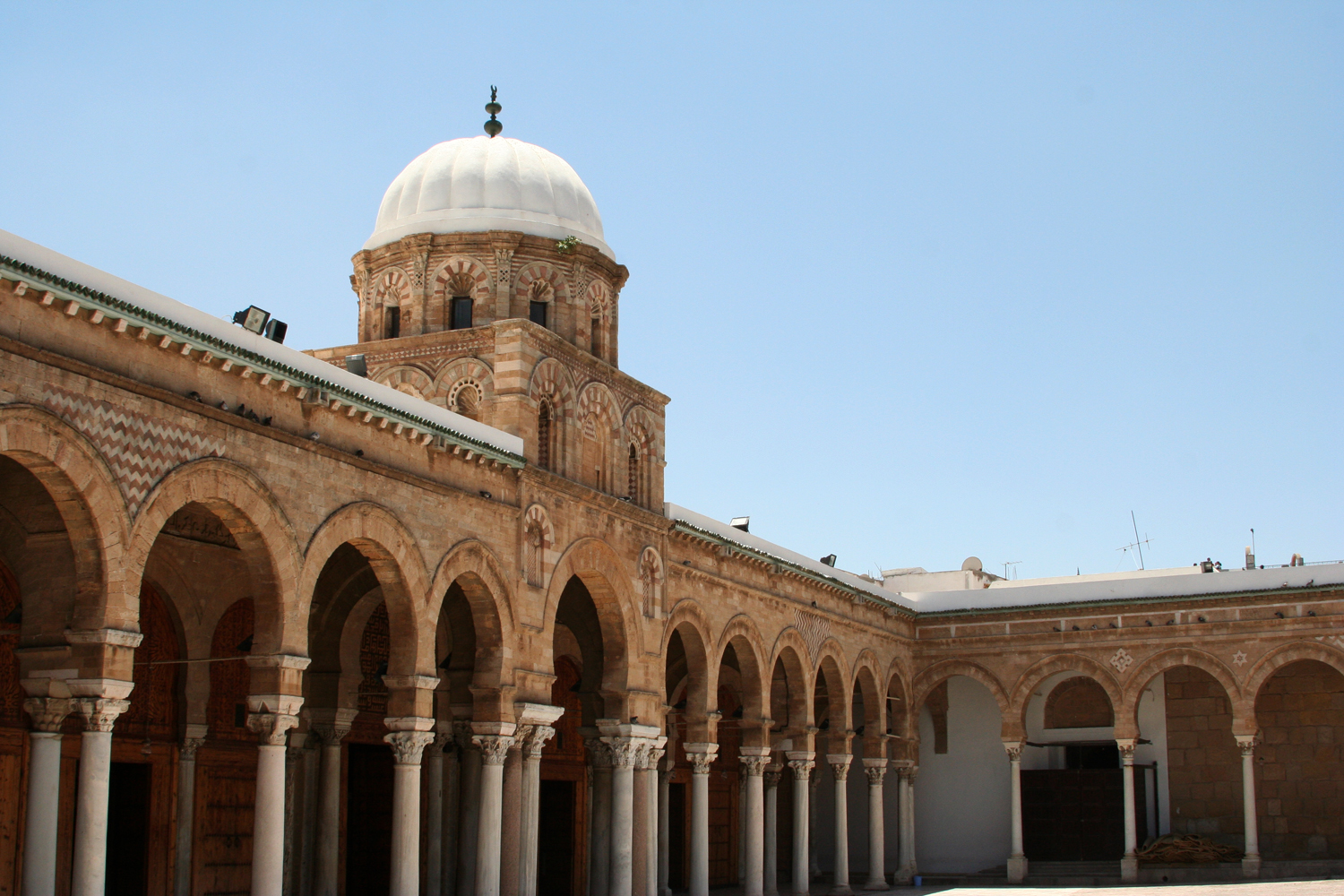
Cupola al di sopra della sala della preghiera (muṣalla)

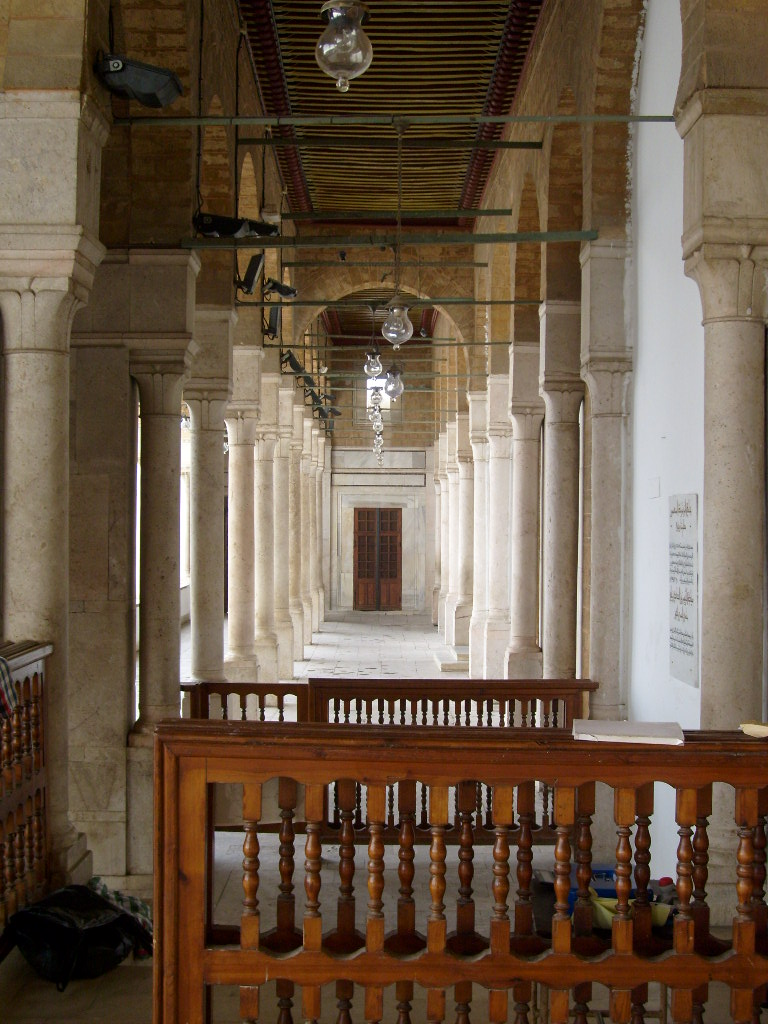
Colonnata hafside sulla facciata orientale

La moschea al-Zaytūna segue la tipologia delle moschee ispirate alla Grande Moschea di Cordova e a quella di Qayrawān con la sua corte trapezoidale incorniciata da una galleria del X secolo. La galleria, che funge da nartece, è sostenuta da colonne e da capitelli antichi, le tre altre gallerie poggiano su colonne a capitelli di marmo bianco importato dall'Italia a metà del XIX secolo. In mezzo alla corte si trova una quadrante solare che aiutava a determinare le ore delle ṣalāt.
La cupola del nartece situata all'entrata della sala di preghiera (muṣalla), detta "del bahu", mostra un decoro in cui la pietra nera si alterna col mattone rosso. Le numerose nicchie che ricoprono la base quadrata e il tamburo ottagonale accostano la moschea all'arte fatimide. La sala da preghiera ipostila, di forma rettangolare (56 metri per 24), copre da parte sua 1344 m², mentre 160 colonne e capitelli antichi delimitano 15 navate e 6 campate. La navata mediana e quella trasversale del transetto, più larghe delle altre (4,80 metri invece di tre metri), s'incrociano davanti al miḥrāb, esso stesso preceduto da una cupola che reca un'iscrizione che l'attribuisce al califfo abbaside al-Mustaʿīn.
Il minareto, di pianta quadrata, è posto nell'angolo NO della corte, alto 43 metri, riprende il decoro del minareto almohade della moschea della Kasba, fatto di intrecci in calcare su un fondo in grès ocra.
La facciata orientale è stata completata da una corte ornata di una colonnata di stile hafside.

## Luogo di culto

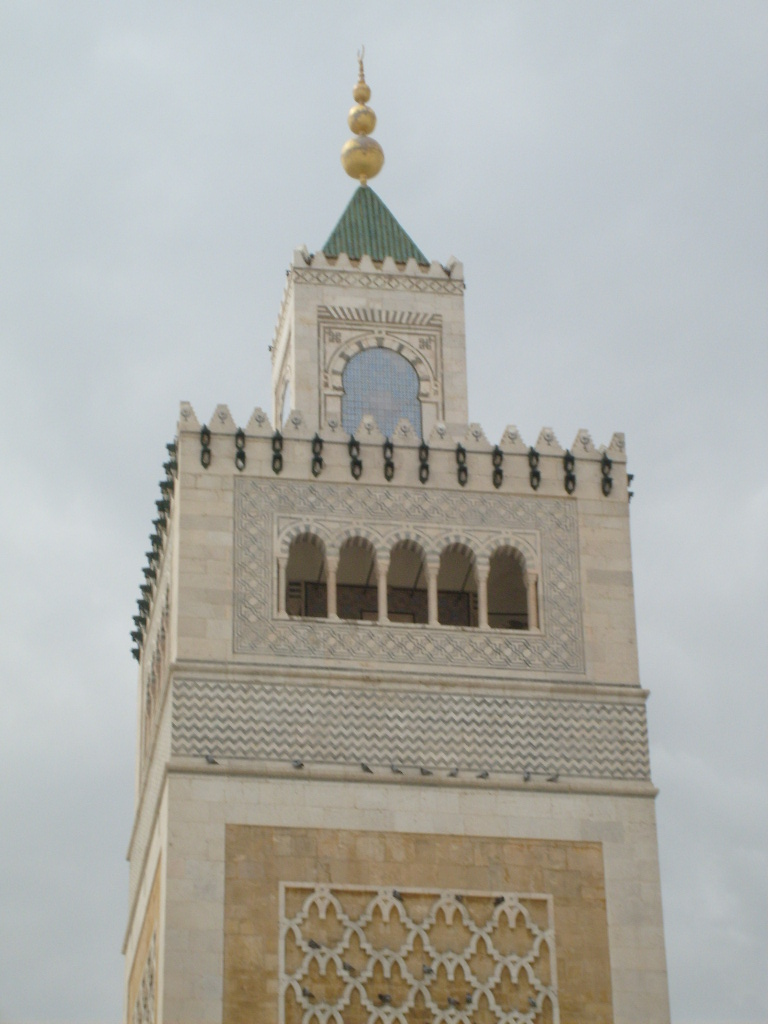
Sommità del minareto inaugurato nel 1894

Luogo di culto principale della città e tra i massimi del mondo sunnita, vi si celebrano numerose cerimonie alla presenza delle autorità religiose (muftī e imam) e dei notabili della capitale. Fra esse figura il Mawlid del Profeta, festeggiato dapprima nelle zawiya tunisine e poi nel palazzo beilicale. Fu per iniziativa di Sidi Brahim Riahi che i sovrani accettarono di permettere il suo svolgimento nella moschea.
Secondo gli storici, non s'è mai interrotta alcuna ṣalāt al suo interno, nemmeno durante l'occupazione di Tunisi da parte degli Spagnoli, mentre una parte della moschea - in particolare la biblioteca - era stata da essi incendiata.

## Università
La moschea non è solo un luogo di culto, ma di cultura islamica, tanto da svolgere per un lungo periodo il ruolo di Università di studi islamici, oltre che essere un centro politico-religioso in cui si negoziano accordi commerciali e altre transazioni mercantili, a causa del carattere sacro del luogo che si vuole garantisca l'onestà degli accordi sottoscritti dalle parti.
Dei secolo successivi, generazioni di sapienti vi tennero i loro insegnamenti religiosi (riguardanti specialmente il fiqh), la letteratura e le scienze. Ogni sceicco si addossava a una colonna, attorno alla quale disponeva la sua halqa, i suoi studenti vicino e attorno a lui, in piccoli cerchi concentrici, gambe incrociate o inginocchiati sui talloni e sulla parte inferiore delle gambe.
L'istituzione ha formato numerosi imam come Ibn Arafa, un contemporaneo di Ibn Khaldun, Isma'il Hedfi Madani, sceicco fondatore della confraternite islamiche Shadhiliyya- 'Alawiyya-Isma'iliyya  e numerosi promotori di una rinascita (nahḍa ) arabo-islamica. Nel 1830, i muftī della moschea promulgarono una fatwā che riconosceva la validità della teoria eliocentrica di Galileo Galilei.
Tuttavia, a metà degli anni cinquanta del XX secolo, il laicismo di Habib Bourguiba mise fine alla vocazione universitaria della moschea. Con l'indipendenza, i suoi corsi furono trasferiti alla Facoltà di Teologia dell'antica Università di Tunisi: quindi, dal 1988, nei locali della nuova Università sorta per volontà del Presidente Zine El-Abidine Ben Ali, assai attento al potenziale pericolo costituito dalle rivendicazioni fondamentalistiche di Ennahda.